# مقاومت نویز معادل
در مخابرات، مقاومت نویز معادل (به انگلیسی: equivalent noise resistance) یک نمایش کمی در واحدهای مقاومتِ چگالی طیفیِِ یک مُولد ولتاژ نویز است که توسط {\textstyle R_{n}={\frac {\pi W_{n}}{kT_{0}}}} داده می‌شود که در اینجا {\textstyle W_{n}} چگالی طیفی است، {\displaystyle k} ثابت بولتزمن است، {\displaystyle T_{0}} دمای نویز استاندارد (۲۹۰ کلوین) است، بنابراین {\textstyle kT_{0}=4.00\times 10^{-21}\,[Ws]}.
توجه: مقاومت نویز معادل برحسب میانگین مربع ولتاژ تولیدکننده نویز، e2، درون یک نِمو فرکانس، Δ f، داده می‌شود توسط
{\displaystyle R_{n}={\frac {e^{2}}{4kT_{0}\,\Delta f}}.}
 این مقاله حاوی محتوای تحت مالکیت عمومی از سند «Federal Standard 1037C». General Services Administration است.